# Michał Siess
Michał Siess (10 maggio 1994) è uno schermidore polacco, specializzato nel fioretto.

## Palmarès
- Europei

Novi Sad 2018: bronzo nel fioretto a squadre.
Antalya 2022: bronzo nel fioretto a squadre.